# وي بلاي
وي بلاي (بالإنجليزية: Wii Play)‏ هي لعبة فيديو حفلات طورتها نينتندو إنترتينمنت أنالسيس أند دفيلوبمنت ونشرتها نينتندو على الوي عام 2006.